# Menonvillea orbiculata
Menonvillea orbiculata är en korsblommig växtart som beskrevs av Rodolfo Amando Philippi. Menonvillea orbiculata ingår i släktet Menonvillea och familjen korsblommiga växter. Inga underarter finns listade i Catalogue of Life.